# 室生火山群

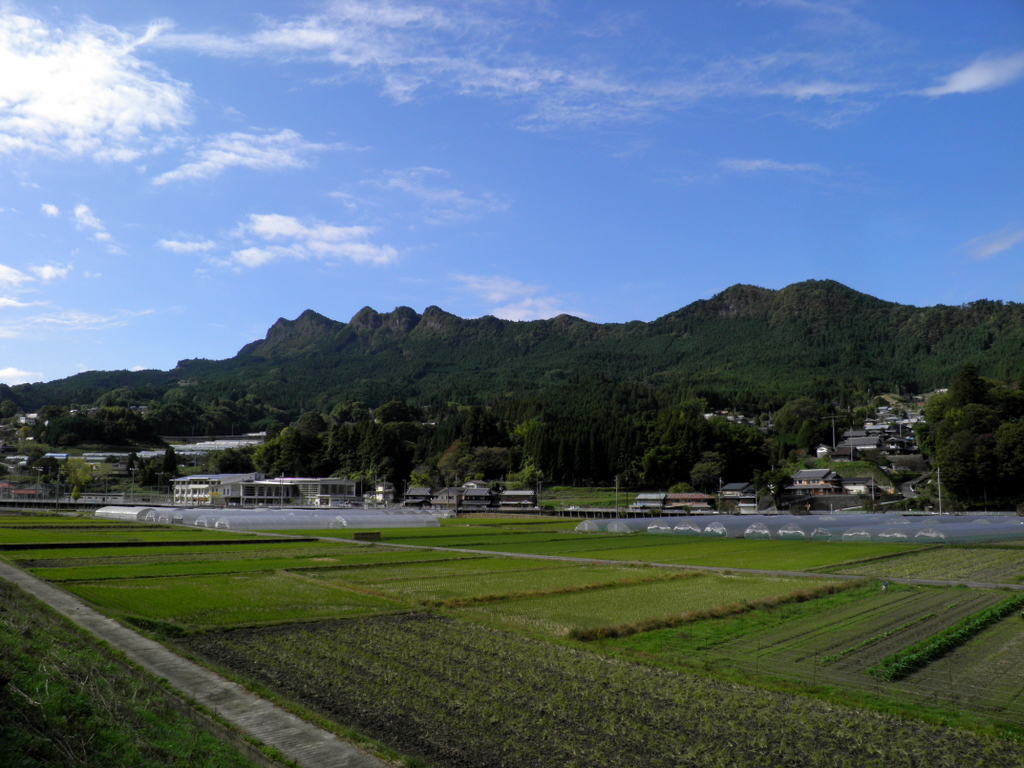
屏風岩（曽爾村）。山地南部には小盆地が広がる

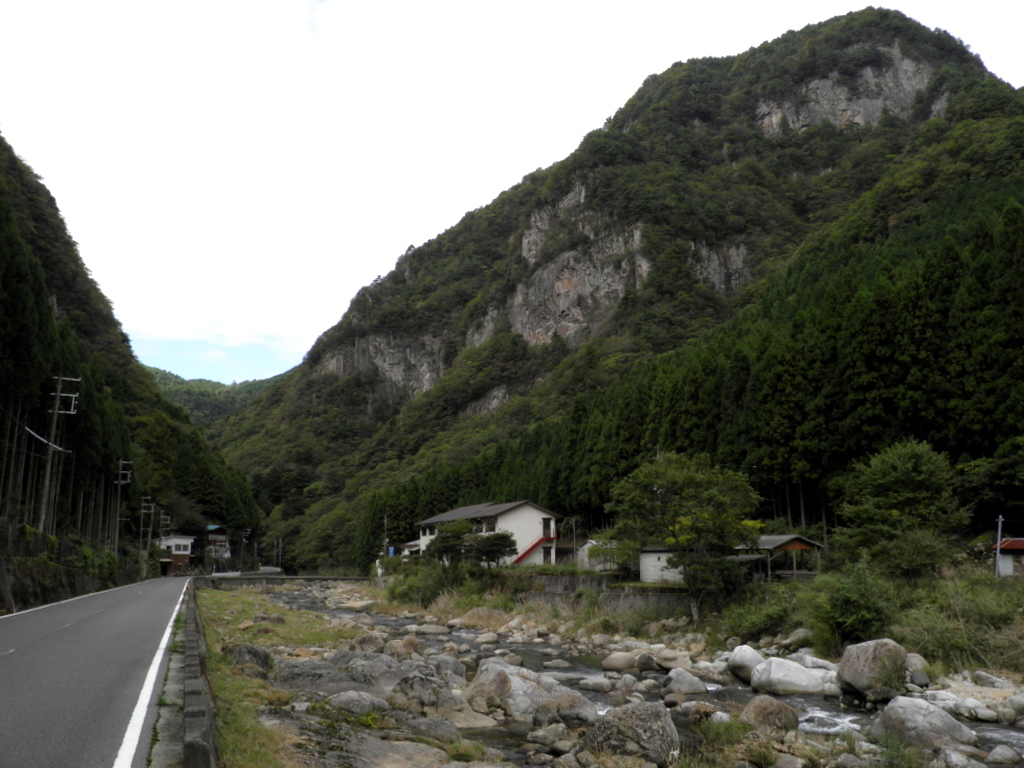
青蓮寺川と小太郎岩（曽爾村）。山地北部は山が迫り渓谷を成している

室生火山群（むろうかざんぐん）とは、奈良県宇陀市東北部および宇陀郡曽爾村、御杖村全域から三重県名張市南部にかけて広がる山地。約1500万年前の火山活動によって出来た山々が連なる。室生山地とも。全域が室生赤目青山国定公園に含まれる。

## 山
西部は宇陀山地（口宇陀盆地）または竜門山地、南部は高見山地へと続く。西北部は宇陀川に区切られ笠置山地（大和高原）、北部は上野盆地（伊賀盆地）、東北部は青山高原へと続いている。約1500万年前の火山活動によって出来た山々があり、最高峰の倶留尊山や曽爾三山（鎧岩・兜岩・屏風岩）など独特の形をした山がある。
西から室生川、青蓮寺川、名張川が、南から北へ流れており、稜線はこの川に隔てられ、沿うように高見山地から宇陀川・名張川に区切られるまで南北に走っている。山地南部では、山麓がなだらかで高原が広がる（室生高原・曽爾高原）。一方で山地北部は険しくなっており、赤目四十八滝で有名な赤目渓谷（室生川と青蓮寺川の間を流れる）や、青蓮寺川の香落渓などの渓谷となっている。

## 主な山
室生川と青蓮寺川の間に連なる主な山
- 住塚山（1009.4m）

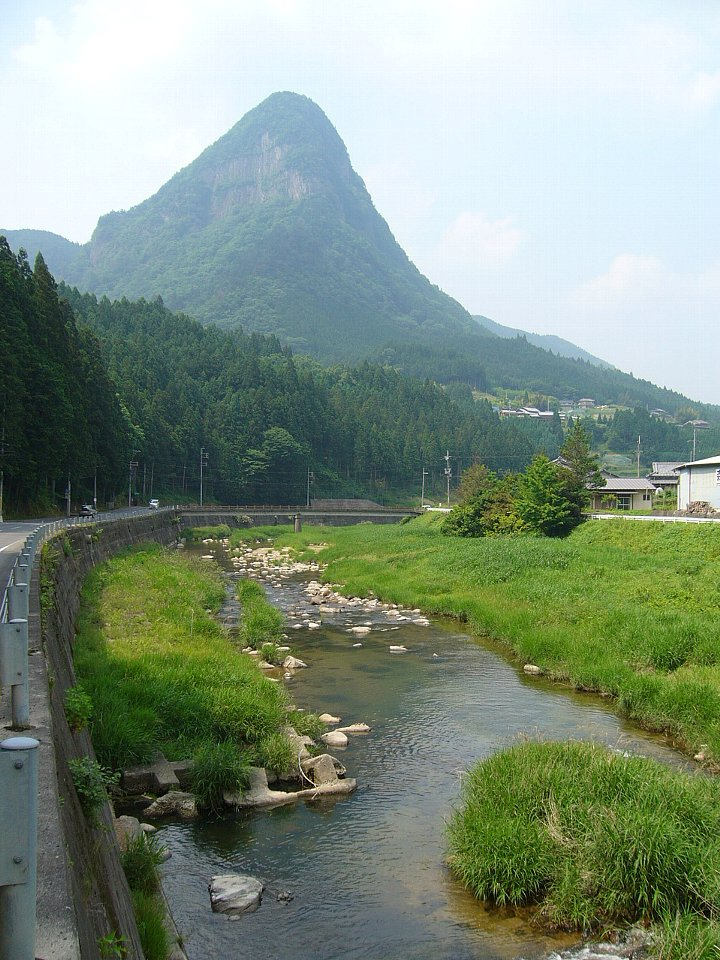
鎧岳

- 曽爾三山 - 屏風岩、鎧岳、兜岳（893.9m）

青蓮寺川と名張川の間に連なる主な山
- 古光山（952.7m）
- 亀山（849m）
- 倶留尊山（1037.6m）

名張川より東に連なる主な山
- 尼ヶ岳（957.4m）
- 大洞山 - 雄岳（1013m）、雌岳（985.1m）

## 道路および峠
尾根が南北に走り、山地北部は険しいため山地を東西に貫く自動車が通れる道路はない。一方、山地南部は、なだらかであるため伊勢へと至る伊勢本街道（現在の国道369号、古道は国道より北側の山中を走る）が東西を貫いて走っている。国道369号は曽爾村、御杖村内の区間は改良され走りやすい。
- 国道369号（伊勢本街道） - 栂坂峠、桜峠、牛峠